# Gran Premio motociclistico di Gran Bretagna 2003
Il Gran Premio motociclistico di Gran Bretagna 2003 corso il 13 luglio, è stato l'ottavo Gran Premio della stagione 2003 e ha visto vincere: la Honda di Max Biaggi nella classe MotoGP, Fonsi Nieto nella classe 250 ed Héctor Barberá nella classe 125.
Per il pilota spagnolo Héctor Barberá si tratta del primo successo nel motomondiale.
Nella MotoGP Valentino Rossi, passato per primo sulla linea del traguardo e festeggiato vincitore sul podio, viene in seguito penalizzato di 10 secondi per il mancato rispetto delle bandiere gialle, venendo così retrocesso in terza posizione.
Sempre nella MotoGP si ripresenta al via il team WCM, squalificato all'inizio della stagione per irregolarità alla sua motocicletta; le moto utilizzate sono però dei vecchi modelli a due tempi da 500 cm³: la Sabre V4 e la ROC Yamaha.

## MotoGP

### Arrivati al traguardo
| Pos. | Nº | Pilota           | Squadra                   | Motocicletta       | Giri | Tempo     | Griglia | Punti |
| ---- | -- | ---------------- | ------------------------- | ------------------ | ---- | --------- | ------- | ----- |
| 1º   | 3  | Max Biaggi       | Camel Pramac Pons         | Honda RC211V       | 30   | 46:06.688 | 1       | 25    |
| 2º   | 15 | Sete Gibernau    | Telefónica Movistar Honda | Honda RC211V       | 30   | +7.138    | 2       | 20    |
| 3º   | 46 | Valentino Rossi  | Repsol Honda              | Honda RC211V       | 30   | +8.794    | 4       | 16    |
| 4º   | 65 | Loris Capirossi  | Ducati Marlboro           | Ducati Desmosedici | 30   | +13.041   | 7       | 13    |
| 5º   | 12 | Troy Bayliss     | Ducati Marlboro           | Ducati Desmosedici | 30   | +16.269   | 6       | 11    |
| 6º   | 7  | Carlos Checa     | Fortuna Yamaha            | Yamaha YZR-M1      | 30   | +27.085   | 5       | 10    |
| 7º   | 41 | Noriyuki Haga    | Alice Aprilia Racing      | Aprilia RS Cube    | 30   | +27.662   | 14      | 9     |
| 8º   | 69 | Nicky Hayden     | Repsol Honda              | Honda RC211V       | 30   | +32.012   | 13      | 8     |
| 9º   | 56 | Shin'ya Nakano   | d'Antín Yamaha            | Yamaha YZR-M1      | 30   | +34.799   | 11      | 7     |
| 10º  | 45 | Colin Edwards    | Alice Aprilia Racing      | Aprilia RS Cube    | 30   | +35.001   | 9       | 6     |
| 11º  | 21 | John Hopkins     | Suzuki Grand Prix         | Suzuki GSV-R       | 30   | +48.165   | 15      | 5     |
| 12º  | 71 | Yukio Kagayama   | Suzuki Grand Prix         | Suzuki GSV-R       | 30   | +1:00.423 | 17      | 4     |
| 13º  | 6  | Makoto Tamada    | Pramac Honda              | Honda RC211V       | 30   | +1:06.160 | 16      | 3     |
| 14º  | 23 | Ryūichi Kiyonari | Telefónica Movistar Honda | Honda RC211V       | 30   | +1:14.866 | 20      | 2     |
| 15º  | 9  | Nobuatsu Aoki    | Proton Team KR            | Proton KR5         | 30   | +1:30.291 | 22      | 1     |
| 16º  | 8  | Garry McCoy      | Kawasaki Racing           | Kawasaki ZX-RR     | 29   | +1 giro   | 18      |       |
| 17º  | 88 | Andrew Pitt      | Kawasaki Racing           | Kawasaki ZX-RR     | 29   | +1 giro   | 21      |       |

### Ritirati
| Nº | Pilota            | Squadra           | Motocicletta  | Giri | Griglia |
| -- | ----------------- | ----------------- | ------------- | ---- | ------- |
| 19 | Olivier Jacque    | Gauloises Yamaha  | Yamaha YZR-M1 | 18   | 8       |
| 99 | Jeremy McWilliams | Proton Team KR    | Proton KR5    | 13   | 19      |
| 52 | David de Gea      | WCM               | Sabre V4      | 9    | 24      |
| 33 | Marco Melandri    | Fortuna Yamaha    | Yamaha YZR-M1 | 4    | 3       |
| 35 | Chris Burns       | WCM               | ROC Yamaha    | 1    | 23      |
| 11 | Tōru Ukawa        | Camel Pramac Pons | Honda RC211V  | 0    | 10      |

### Non partito
| Nº | Pilota      | Squadra          | Motocicletta  | Griglia |
| -- | ----------- | ---------------- | ------------- | ------- |
| 4  | Alex Barros | Gauloises Yamaha | Yamaha YZR-M1 | 12      |

## Classe 250

### Arrivati al traguardo
| Pos. | Nº | Pilota                | Squadra                     | Motocicletta | Giri | Tempo     | Griglia | Punti |
| ---- | -- | --------------------- | --------------------------- | ------------ | ---- | --------- | ------- | ----- |
| 1º   | 10 | Fonsi Nieto           | Repsol Telefonica Movistar  | Aprilia      | 27   | 42:58.011 | 1       | 25    |
| 2º   | 54 | Manuel Poggiali       | MS Aprilia                  | Aprilia      | 27   | +0.269    | 2       | 20    |
| 3º   | 14 | Anthony West          | Zoppini Abruzzo             | Aprilia      | 27   | +2.558    | 10      | 16    |
| 4º   | 24 | Toni Elías            | Repsol Telefonica Movistar  | Aprilia      | 27   | +2.933    | 3       | 13    |
| 5º   | 3  | Roberto Rolfo         | Fortuna Honda               | Honda        | 27   | +2.934    | 7       | 11    |
| 6º   | 5  | Sebastián Porto       | Telefonica Movistar jnr     | Honda        | 27   | +25.030   | 8       | 10    |
| 7º   | 21 | Franco Battaini       | Campetella Racing           | Aprilia      | 27   | +27.663   | 6       | 9     |
| 8º   | 7  | Randy de Puniet       | Safilo Oxydo-LCR            | Aprilia      | 27   | +31.591   | 5       | 8     |
| 9º   | 8  | Naoki Matsudo         | Yamaha Kurz                 | Yamaha       | 27   | +50.348   | 4       | 7     |
| 10º  | 6  | Alex Debón            | Troll Honda BQR             | Honda        | 27   | +53.337   | 12      | 6     |
| 11º  | 23 | Jason Vincent         | Padgetts                    | Aprilia      | 27   | +58.098   | 11      | 5     |
| 12º  | 33 | Héctor Faubel         | Aspar Junior                | Aprilia      | 27   | +1:00.050 | 16      | 4     |
| 13º  | 57 | Chaz Davies           | Aprilia Germany             | Aprilia      | 27   | +1:00.250 | 17      | 3     |
| 14º  | 96 | Jakub Smrž            | Elit Grand Prix             | Honda        | 27   | +1:10.355 | 21      | 2     |
| 15º  | 28 | Dirk Heidolf          | Aprilia Germany             | Aprilia      | 27   | +1:11.666 | 23      | 1     |
| 16º  | 9  | Hugo Marchand         | Equipe de France - Scrab GP | Aprilia      | 27   | +1:15.036 | 19      |       |
| 17º  | 26 | Alex Baldolini        | Matteoni Racing             | Aprilia      | 27   | +1:23.682 | 20      |       |
| 18º  | 18 | Henk van den Lagemaat | Dark Dog Molenaar           | Honda        | 26   | +1 giro   | 24      |       |
| 19º  | 98 | Katja Poensgen        | Dark Dog Molenaar           | Honda        | 26   | +1 giro   | 27      |       |

### Ritirati
| Nº | Pilota            | Squadra                     | Motocicletta | Giri | Griglia |
| -- | ----------------- | --------------------------- | ------------ | ---- | ------- |
| 11 | Joan Olivé        | Aspar Junior                | Aprilia      | 19   | 18      |
| 36 | Erwan Nigon       | Equipe de France - Scrab GP | Aprilia      | 19   | 15      |
| 58 | Lee Dickinson     | Galemain Racing Ltd.        | Yamaha       | 12   | 26      |
| 16 | Johan Stigefelt   | Zoppini Abruzzo             | Aprilia      | 8    | 14      |
| 60 | Philip Desborough | AVS/Race To Win             | Yamaha       | 5    | 25      |
| 34 | Eric Bataille     | Troll Honda BQR             | Honda        | 4    | 13      |
| 15 | Christian Gemmel  | Kiefer Castrol-Honda Racing | Honda        | 4    | 22      |
| 50 | Sylvain Guintoli  | Campetella Racing           | Aprilia      | 1    | 9       |

### Non qualificato
| Nº | Pilota         | Squadra                      | Motocicletta |
| -- | -------------- | ---------------------------- | ------------ |
| 59 | Andrew Sawford | ST.Neots Motorcycle Co. Ltd. | Honda        |

## Classe 125

### Arrivati al traguardo
| Pos. | Nº | Pilota            | Squadra                    | Motocicletta | Giri | Tempo     | Griglia | Punti |
| ---- | -- | ----------------- | -------------------------- | ------------ | ---- | --------- | ------- | ----- |
| 1º   | 80 | Héctor Barberá    | Master-MXOnda-Aspar        | Aprilia      | 25   | 41:25.907 | 6       | 25    |
| 2º   | 34 | Andrea Dovizioso  | Team Scot                  | Honda        | 25   | +0.605    | 3       | 20    |
| 3º   | 7  | Stefano Perugini  | Abruzzo Racing             | Aprilia      | 25   | +2.597    | 1       | 16    |
| 4º   | 15 | Alex De Angelis   | Globet.com Racing          | Aprilia      | 25   | +9.170    | 10      | 13    |
| 5º   | 27 | Casey Stoner      | Safilo Oxydo-LCR           | Aprilia      | 25   | +11.692   | 9       | 11    |
| 6º   | 22 | Pablo Nieto       | Master-MXOnda-Aspar        | Aprilia      | 25   | +15.898   | 11      | 10    |
| 7º   | 36 | Mika Kallio       | Ajo Motorsports            | Honda        | 25   | +21.004   | 5       | 9     |
| 8º   | 1  | Arnaud Vincent    | KTM-Red Bull               | KTM          | 25   | +21.756   | 17      | 8     |
| 9º   | 79 | Gábor Talmácsi    | Exalt Cycle Red Devil      | Aprilia      | 25   | +22.212   | 15      | 7     |
| 10º  | 4  | Lucio Cecchinello | Safilo Oxydo-LCR           | Aprilia      | 25   | +23.642   | 8       | 6     |
| 11º  | 6  | Mirko Giansanti   | Matteoni Racing            | Aprilia      | 25   | +23.812   | 20      | 5     |
| 12º  | 42 | Gioele Pellino    | Sterilgarda Racing         | Aprilia      | 25   | +34.153   | 16      | 4     |
| 13º  | 8  | Masao Azuma       | Ajo Motorsports            | Honda        | 25   | +35.552   | 22      | 3     |
| 14º  | 19 | Álvaro Bautista   | Seedorf Racing             | Aprilia      | 25   | +35.873   | 18      | 2     |
| 15º  | 63 | Mike Di Meglio    | Freesoul Racing            | Aprilia      | 25   | +36.203   | 26      | 1     |
| 16º  | 58 | Marco Simoncelli  | Matteoni Racing            | Aprilia      | 25   | +44.343   | 24      |       |
| 17º  | 25 | Imre Tóth         | Team Hungary               | Honda        | 25   | +51.520   | 25      |       |
| 18º  | 31 | Julián Simón      | Semprucci Angaia Malaguti  | Malaguti     | 25   | +1:06.379 | 30      |       |
| 19º  | 23 | Gino Borsoi       | Globet.com Racing          | Aprilia      | 25   | +1:06.972 | 12      |       |
| 20º  | 78 | Peter Lenart      | Metasystem Racing Service  | Honda        | 25   | +1:11.783 | 33      |       |
| 21º  | 81 | Ismael Ortega     | Seedorf Racing             | Aprilia      | 25   | +1:12.473 | 32      |       |
| 22º  | 12 | Thomas Lüthi      | Elit Grand Prix            | Honda        | 25   | +1:26.143 | 13      |       |
| 23º  | 84 | Paul Veazey       | Banks Racing/GR Motorsport | Honda        | 24   | +1 giro   | 34      |       |
| 24º  | 50 | Midge Smart       | Red Bull Rookies           | Honda        | 24   | +1 giro   | 36      |       |
| 25º  | 49 | Lee Longden       | Macadam Racing             | Honda        | 24   | +1 giro   | 37      |       |
| 26º  | 83 | Chester Lusk      | SP125Racing.com            | Honda        | 23   | +2 giri   | 38      |       |

### Ritirati
| Nº | Pilota            | Squadra                   | Motocicletta | Giri | Griglia |
| -- | ----------------- | ------------------------- | ------------ | ---- | ------- |
| 3  | Daniel Pedrosa    | Telefonica Movistar jnr   | Honda        | 24   | 2       |
| 26 | Emilio Alzamora   | Caja Madrid Derbi Racing  | Derbi        | 24   | 28      |
| 10 | Roberto Locatelli | KTM-Red Bull              | KTM          | 22   | 27      |
| 21 | Leon Camier       | Metasystem Racing Service | Honda        | 7    | 31      |
| 41 | Yōichi Ui         | Sterilgarda Racing        | Aprilia      | 5    | 14      |
| 33 | Stefano Bianco    | Metis Gilera Racing       | Gilera       | 5    | 29      |
| 11 | Max Sabbatani     | Abruzzo Racing            | Aprilia      | 1    | 21      |
| 48 | Jorge Lorenzo     | Caja Madrid Derbi Racing  | Derbi        | 1    | 19      |
| 32 | Fabrizio Lai      | Semprucci Angaia Malaguti | Malaguti     | 11   | 23      |
| 17 | Steve Jenkner     | Exalt Cycle Red Devil     | Aprilia      | 0    | 7       |
| 24 | Simone Corsi      | Team Scot                 | Honda        | 0    | 4       |

### Non partito
| Nº | Pilota      | Squadra                    | Motocicletta | Griglia |
| -- | ----------- | -------------------------- | ------------ | ------- |
| 51 | Kris Weston | Brooklands Autobody Racing | Honda        | 35      |